# Jonas Salk

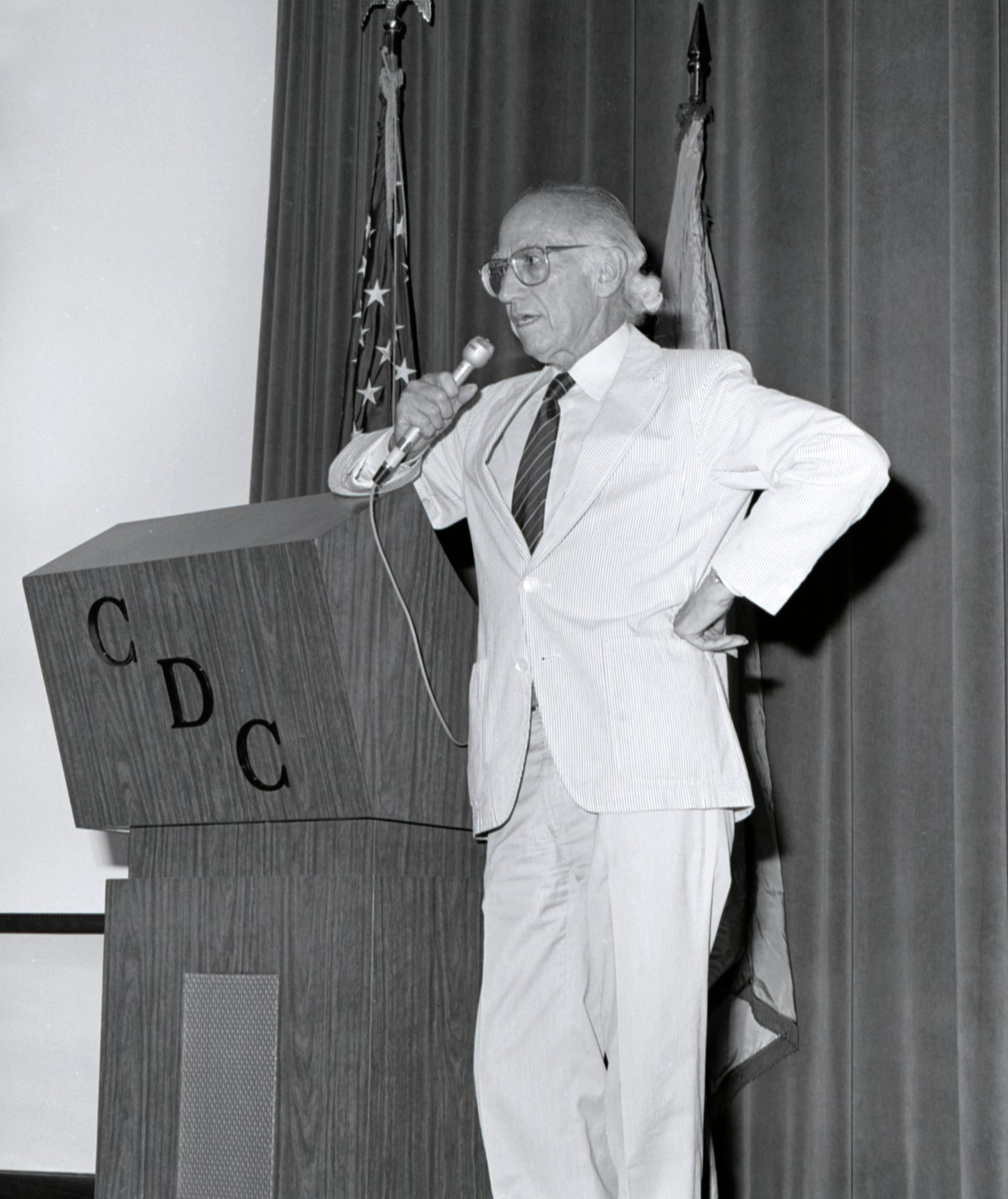
Jonas Salk el 1988

Jonas Edward Salk (Nova York, 28 d'octubre de 1914 - La Jolla, 23 de juny de 1995) fou un biòleg estatunidenc reputat per haver sigut l'inventor de la primera vacuna contra la poliomielitis.
Nascut en el si d'una família humil, va ingressar a la facultat de medicina de la Universitat de Nova York als setze anys per dedicar-se a la fisiologia. Després de graduar-se l'any 1939 i obtenir una plaça d'intern al Mount Sinai Hospital, un dels més prestigiosos del país. Va contraure matrimoni amb la psicòloga Donna Lindsey.
L'any 1942 se li concedí una beca per l'estudi d'una vacuna contra la grip que li permeté col·laborar amb el seu antic professor i prestigiós viròleg Thomas Francis, llavors a la Universitat de Michigan.
El 1947, essent director del laboratori per la investigació vírica de la Universitat de Pittsburgh, la Fundació Nacional per la Paràlisis Infantil li va proposar unir-se als diferents equips que buscaven un remei per a la poliomielitis. El 1952 va obtenir un primer resultat en forma de vacuna trivalent, per la qual utilitzà virus morts per aplicació de formalina.
Després de provar-la amb animals i una petita població de nens que ja havien desenvolupat la pòlio (1954), els bons resultats obtinguts van animar a la Fundació a finançar una extensa campanya de prova que va suscitar una gran expectació pública. El 1955 va anunciar que la seva vacuna havia estat provada amb èxit i esdevingué un personatge cèlebre, fins al punt d'haver de dirigir-se a la nació sencera, a instàncies del president Eisenhower, en un missatge televisat.

## Primers anys
Jonas Salk va néixer a Nova York de Daniel i Dora (de soltera Press) Salk. Els seus pares eren jueus; Daniel va néixer a Nova Jersey de pares immigrants, i la Dora, que va néixer a Minsk, va emigrar als Estats Units quan tenia dotze anys. Els pares de Salk no van rebre una educació formal àmplia. Jonas tenia dos germans menors, Herman i Lee, un psicòleg infantil. La família es va traslladar d'East Harlem al 853 d'Elsmere Place al Bronx, amb un temps passat a Queens al 439 Beach 69th Street, Arverne.
Quan tenia 13 anys, Salk va entrar a la Townsend Harris High School, una escola pública per a estudiants dotats intel·lectualment. El nom del fundador del City College of New York (CCNY), va ser "una plataforma de llançament per als fills talentosos de pares immigrants que no tenien els diners i el pedigrí per assistir a una escola privada de primer nivell", segons David Oshinsky, el seu biògraf. A l'institut, "era conegut com un perfeccionista... que llegia tot el que podia posar a les mans", segons un dels seus companys. Els estudiants van haver d'amuntegar un pla d'estudis de quatre anys en només tres anys. Com a conseqüència, la majoria van abandonar, malgrat el lema de l'escola "estudiar, estudiar, estudiar". Tanmateix, dels estudiants que es van graduar, la majoria tenien les qualificacions per matricular-se a CCNY, llavors destacada per ser una universitat altament competitiva.

### Educació
Salk es va matricular al CCNY, on va obtenir un Bachelor of Science en química el 1934. Oshinsky escriu que "per a les famílies immigrants de la classe treballadora, City College representava el cim de l'educació superior pública. Ingressar era difícil, però la matrícula era gratuïta. La competència era intensa, però les normes s'aplicaven de manera justa. Ningú va obtenir un avantatge basat en un accident de naixement".
A instàncies de la seva mare, va deixar de banda les aspiracions de convertir-se en advocat i es va concentrar en les classes necessàries per a l'admissió a la facultat de medicina. No obstant això, segons Oshinsky, les instal·lacions del City College eren "amb prou feines de segona categoria". No hi havia laboratoris de recerca. La biblioteca era insuficient. La facultat contenia pocs estudiosos destacats. "El que va fer especial el lloc", escriu, "va ser l'estudiantat que tant havia lluitat per arribar-hi... impulsat pels seus pares.... D'aquestes files, dels anys 30 i 40, va sorgir una gran quantitat d'intel·lectuals. talent, incloent-hi més guanyadors del Premi Nobel (vuit) i doctors que qualsevol altra universitat pública excepte la Universitat de Califòrnia a Berkeley". Salk va ingressar al CCNY als 15 anys, una "edat comú per a un estudiant de primer any que s'havia saltat diverses notes al llarg del camí".
De petit, Salk no va mostrar cap interès per la medicina o la ciència en general. Va dir en una entrevista a l'Academy of Achievement, "De petit no m'interessava la ciència. Només m'interessen les coses humanes, el costat humà de la natura, si voleu, i segueixo interessant-me en això".

### Escola de Medicina
Després de graduar-se al City College de Nova York, Salk es va matricular a la New York University School of Medicine. Segons Oshinsky, la NYU va basar la seva modesta reputació en antics alumnes famosos, com Walter Reed, que van ajudar a conquerir la febre groga. La matrícula era "comparativament baixa, millor encara, no discriminava els jueus... mentre que la majoria de les escoles de medicina dels voltants—Cornell, Columbia, Universitat de Pennsilvània, i Yale: tenien quotes rígides". Yale, per exemple, va acceptar 76 sol·licitants el 1935 d'un grup de 501. Tot i que 200 dels sol·licitants eren jueus, només cinc van entrar. Durant els seus anys a la New York University Medical School, Salk va treballar com a tècnic de laboratori durant l'any escolar i com a conseller de campaments a l'estiu.
Durant els estudis de medicina de Salk, va destacar dels seus companys, segons Bookchin, "no només per la seva contínua habilitat acadèmica: era Alpha Omega Alpha, la Societat d'educació mèdica de Phi Beta Kappa, sinó que perquè havia decidit que no volia exercir la medicina”. En canvi, es va absorbir en la investigació, fins i tot es va prendre un any de vacances per estudiar bioquímica. Més tard va centrar més dels seus estudis en la bacteriologia, que havia substituït la medicina com el seu interès principal. Va dir que el seu desig era ajudar la humanitat en general en lloc de pacients sols. "Va ser el treball de laboratori, en particular, el que va donar una nova direcció a la seva vida."
Salk va dir: "La meva intenció era anar a la facultat de medicina i després convertir-me en un científic mèdic. No tenia intenció d'exercir la medicina, tot i que a la facultat de medicina, i en les meves pràctiques, vaig fer totes les coses que eren necessàries per qualificar-me. En aquest sentit, vaig tenir oportunitats en el camí d'abandonar la idea de la medicina i dedicar-me a la ciència. En un moment donat al final del meu primer any de medicina, vaig rebre l'oportunitat de dedicar-me un any a la recerca i l'ensenyament de la bioquímica. I al final d'aquell any, em van dir que podia, si ho desitjava, canviar-me i obtenir un doctorat en bioquímica, però la meva preferència era quedar-me amb la medicina. I crec que això és tot lligat a la meva ambició o desig original, que havia de ser d'alguna ajuda per a la humanitat, per dir-ho d'alguna manera, en un sentit més ampli que no pas de manera individual."
En el seu darrer any de la facultat de medicina, Salk va dir: "Vaig tenir l'oportunitat de passar temps en períodes lectius durant el meu darrer any a la facultat de medicina, en un laboratori que estava involucrat en estudis sobre la grip. El virus de la grip acabava de ser descobert sobre uns anys abans d'això. I, en aquell moment, vaig veure l'oportunitat de provar la qüestió de si podríem destruir la infectivitat del virus i encara immunitzar. I així, mitjançant experiments dissenyats amb cura, vam descobrir que era possible fer-ho."

### Recerca de postgrau i primers treballs de laboratori
El 1941, durant el seu treball de postgrau en virologia, Salk va triar una optativa de dos mesos per treballar al laboratori Thomas Francis a la Universitat de Michigan. Francis s'havia incorporat recentment a la facultat de la facultat de medicina després de treballar per a la Fundació Rockefeller, on havia descobert el virus de la grip de tipus B. Segons Bookchin, "la estada de dos mesos al laboratori de Francis va ser la primera introducció de Salk al món de la virologia, i va quedar enganxat." Després de graduar-se a la facultat de medicina, Salk va començar la seva residència al prestigiós Mount Sinai Hospital de Nova York, on va tornar a treballar al laboratori de Francis. Aleshores, Salk va treballar a l'Escola de Salut Pública de la Universitat de Michigan amb Francis, en un projecte encarregat per l'exèrcit a Michigan per desenvolupar una vacuna contra la grip. Ell i Francis finalment van perfeccionar una vacuna que aviat es va fer servir àmpliament a les bases de l'exèrcit, on Salk va descobrir i aïllar una de les soques de la grip que es va incloure a la vacuna final.

## Vida personal i mort
L'endemà de la seva graduació de la facultat de medicina el 1939, Salk es va casar amb Donna Lindsay, candidata a un màster al New York College of Social Work. David Oshinsky escriu que el pare de Donna, Elmer Lindsay, "un dentista ric de Manhattan, considerava a Salk com socialment inferior, diversos escales per sota dels antics pretendents de Donna". Finalment, el seu pare va acceptar el matrimoni amb dues condicions: en primer lloc, Salk ha d'esperar fins que pogués figurar com a metge oficial a les invitacions del casament i, en segon lloc, ha de millorar el seu "estatus més aviat de vianant" posant-se un segon nom."
Van tenir tres fills: Peter, que també es va convertir en metge i professor a temps parcial de malalties infeccioses a la Universitat de Pittsburgh; Darrell, que també va treballar amb vacunes i genètica i finalment es va retirar de la facultat de pediatria de la Escola de Medicina de la Universitat de Washington; i Jonathan Salk, psiquiatre d'adults i nens i professor clínic adjunt a la Facultat de Medicina David Geffen de la UCLA. El 1968 es van divorciar i, el 1970, Salk es va casar amb la pintora francesa Françoise Gilot.
Jonas Salk va morir d'una insuficiència cardíaca als 80 anys el 23 de juny de 1995 a La Jolla, i va ser enterrat a El Camino Memorial Park a San Diego.

## Labiofilosofiade Salk

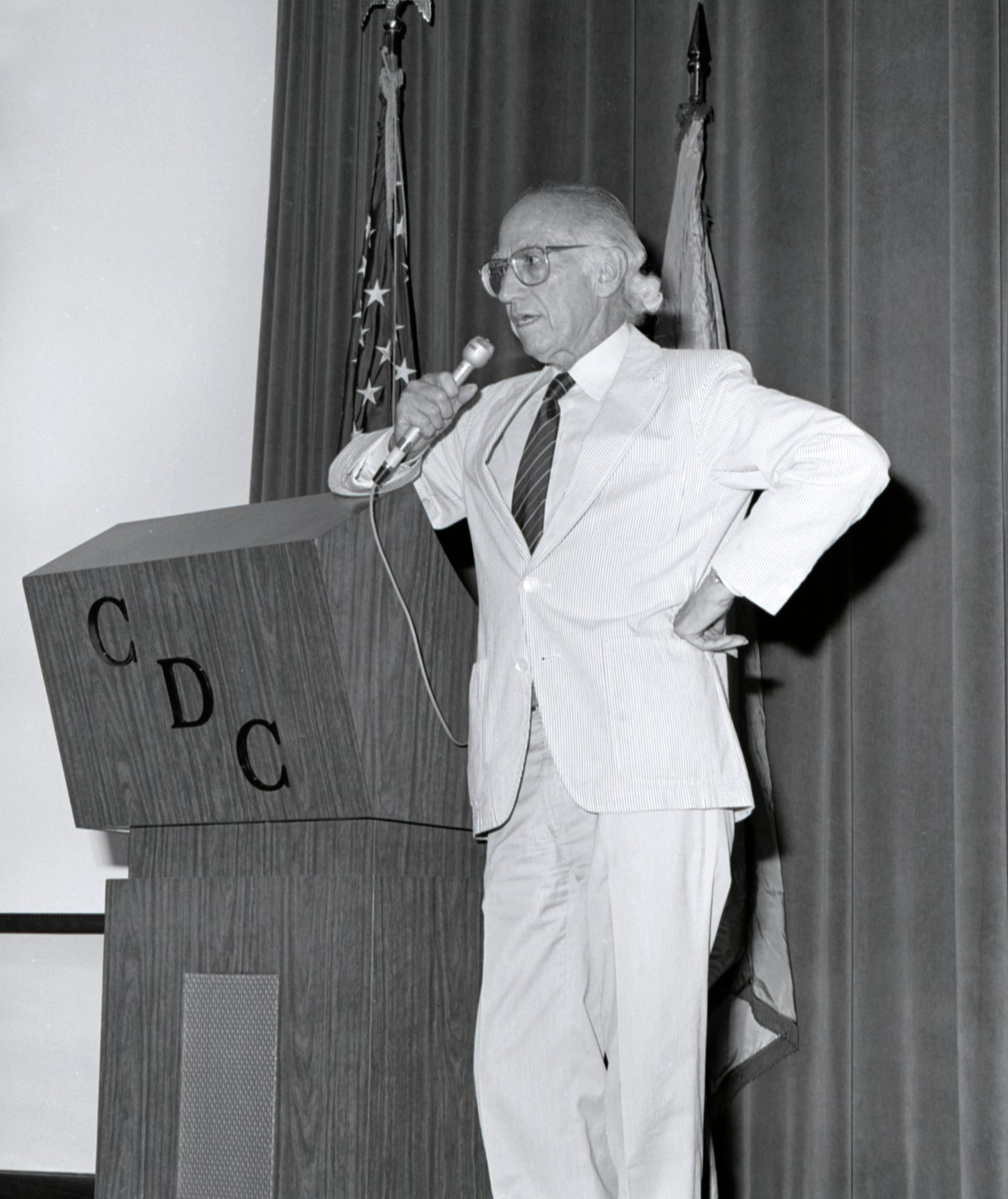
Salk durant una visita de 1988 als Centres per al Control i Prevenció de Malalties d’Atlanta

El 1966, The New York Times es va referir a ell com el Pare de la Biofilosofia. Segons el periodista i autor del Times Howard Taubman, «mai s'oblida... hi ha una gran quantitat de foscor perquè l'home penetri. Com a biòleg, creu que la seva ciència es troba a la frontera de nous descobriments enormes; i com a filòsof, està convençut que humanistes i artistes s'han unit als científics per aconseguir una comprensió de l'home en tota la seva complexitat física, mental i espiritual. Aquests intercanvis podrien conduir, esperaria, a una nova i important escola de pensadors que designaria com a biofilòsofs.» Salk va dir al seu cosí, Joel Kassiday, en una reunió del  Congressional Clearinghouse on the Future a Capitol Hill l'any 1984 que era optimista que s'acabarien desenvolupant maneres de prevenir la majoria de malalties humanes i animals. Salk va dir que la gent ha d'estar preparada per assumir riscos prudents, ja que una societat sense riscos es convertiria en una societat sense progrés sense progrés.

Salk descriu la seva biofilosofia com l'aplicació d'un punt de vista biològic i evolutiu als problemes filosòfics, culturals, socials i psicològics. Va entrar en més detall en dos dels seus llibres, Man Unfolding i The Survival of the Wisest. En una entrevista l'any 1980, va descriure els seus pensaments sobre el tema, inclosa la seva sensació que es produiria un fort augment i un desnivell esperat de la població humana i que eventualment comportaria un canvi en les actituds humanes:
| « | Crec que el coneixement biològic proporciona analogies útils per entendre la naturalesa humana.... La gent pensa en la biologia en termes tan pràctics com les drogues, però la seva contribució al coneixement sobre els sistemes vius i sobre nosaltres mateixos serà igualment important en el futur.... En l'època passada, l'home es preocupava per la mort, l'alta mortalitat; les seves actituds eren contra la mort, contra la malaltia, diu. En un futur, les seves actituds s'expressaran en termes de provida i prosalut. El passat estava dominat pel control de la mort; en el futur, el control de la natalitat serà més important. Aquests canvis que estem observant formen part d'un ordre natural i cal esperar de la nostra capacitat d'adaptació. És molt més important cooperar i col·laborar. Som els coautors amb la naturalesa del nostre destí. | » |

La seva definició de "biofilòsof" és «Algú que es basa en les escriptures de la natura, reconeixent que som el producte del procés d'evolució i entén que ens hem convertit en el procés mateix, a través de l'aparició i evolució de la nostra consciència, la nostra consciència, la nostra capacitat d'imaginar i anticipar el futur, i de triar entre alternatives».
Just abans de la seva mort, Salk estava treballant en un nou llibre sobre el tema de la biofilosofia, que es titolava en privat titulat Millennium of the Mind.

## Honors i reconeixement

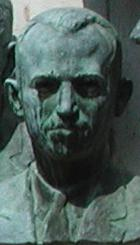
Bust de bronze de Salk al Saló de la Fama de la Polio

- 1955, un mes després de l'anunci de la vacuna, va ser honrat per la Commonwealth de Pennsilvània, on va rebre el seu premi més alt pels serveis pel governador George M. Leader, Medalla de Servei Meritori, on el governador va afegir:

| « | ... en reconeixement del seu descobriment médic històric... L'èxit del Dr. Salk és un servei meritori de la més alta magnitud i dimensió per a la comunitat, el país i la humanitat. El governador, que va tenir tres fills, va dir que "com a pare va estar humilment agraït al Dr. Salk, i com a governador, "orgullós de retre-li homenatge". | » |

- 1955, la Universitat de la Ciutat de Nova York crea el fons de beques Salk que atorga cada any a diversos estudiants de premedicina destacats.

- 1956, va rebre el premi Lasker

- 1957, l'edifici de l'Hospital Municipal, on Salk va dur a terme la seva investigació sobre la poliomielitis a la Universitat de Pittsburgh, passa a anomenar-se Jonas Salk Hall i és la seu de l'Escola de Farmàcia i Odontologia de la universitat.[23]

- 1958, va rebre el premi James D. Bruce Memorial

- 1958, elegit al Saló de la Fama de la Polio, que es va dedicar a Warm Springs, Geòrgia

- 1975, va rebre el premi Jawaharlal Nehru i la medalla d'or del Congrés

- 1976, va rebre el premi Golden Plate de l’Acadèmia d'èxits[24]

- 1976, nomenat Humanista de l'Any per l’American Humanist Association

- 1977, va rebre la Medalla Presidencial de la Llibertat del president Jimmy Carter, amb la següent declaració acompanyada de la medalla:

| « | A causa del doctor Jonas E. Salk, el nostre país està lliure de les cruels epidèmies de poliomielitis que afectaven gairebé una vegada cada any. A causa del seu treball incansable, centenars de milers d'innombrables que podrien haver estat incapacitats avui tenen un cos sana. Aquests són els veritables honors del Doctor Salk, i no hi ha manera d'afegir-los. Aquesta Medalla de la Llibertat només pot expressar el nostre agraïment i el nostre més profund agraïment. | » |

- 1981, condecorat pel govern italià el 3 de gener com a Gran Oficial de l'Orde al Mèrit de la República Italiana[25]

- El 1996, la Fundació març of Dimes va crear un "Premi" anual de 250.000 dòlars en efectiu a biòlegs destacats com a homenatge a Salk.[26]

- El 2006, el servei postal dels Estats Units va emetre un segell de la sèrie Distinguished Americans de 63 cèntims en el seu honor.

- El 2007, el governador de Califòrnia Arnold Schwarzenegger i la primera dama Maria Shriver van incorporar Salk al Saló de la Fama de Califòrnia.[27]

- 2009, el capítol de nois de BBYO es va establir en el seu honor a Scottsdale, Arizona, anomenat "Jonas Salk AZA #2357"

- Porten el seu nom escoles a Mesa, Arizona; Spokane, Washington; Tulsa, Oklahoma; Bolingbrook, Illinois; Levittown, Nova York; Old Bridge, Nova Jersey; Merrillville, Indiana; Sacramento, Califòrnia; i Mira Mesa, Califòrnia.

- El 24 d'octubre de 2012, en honor al seu aniversari, ha estat nomenat "Dia Mundial de la Poliomielitis" i va ser creat per Rotary International més d'una dècada abans.[28]

- 2014, en el 100è aniversari del naixement de Salk, es va crear un Google Doodle per homenatjar el metge i investigador mèdic. El doodle mostra nens i adults feliços i sans jugant i fent les seves vides amb dos nens sostenen un cartell que diu: "Gràcies, doctor Salk!"[29][30]

### Pel·lícules documentals
- A principis de 2009, l'American Public Broadcasting Service va emetre el seu nou documental, American Experience: The Polio Crusade.[31]

- El 12 d'abril de 2010, per ajudar a celebrar el 55è aniversari de la vacuna Salk, es va estrenar mundialment un nou documental de 66 minuts, The Shot Felt 'Round the World. Dirigit per Tjardus Greidanus[32] i produït per Laura Davis,[33] el documental va ser ideat pel guionista i productor de Hollywood Carl Kurlander per aportar una nova perspectiva de l'època.[34]

- L'any 2014, l'actor i director Robert Redford, que una vegada va patir un cas lleu de poliomielitis quan era nen, va dirigir un documental sobre l’Institut Salk de La Jolla.[35]

- Al capítol 10 de la temporada 2018 de Genius, Michael McElhatton retrata Salk en un breu cameo on té una cita amb Françoise Gilot.[36]

## Publicacions seleccionades
- Man Unfolding (1972)
- Survival of the Wisest (1973)
- World Population and Human Values: A New Reality (1981)
- Anatomy of Reality: Merging of Intuition and Reason (1983)